# 陈清海
陈清海（1953年—），台湾台北人，汉族，中华人民共和国政治人物、第十二届全国人民代表大会台湾地区代表。
毕业于北京师范大学专业。加入台湾民主自治同盟。担任安徽省纪检委党风室主任，安徽省台联会长。2008年起担任全国人大代表。2013年，担任全国人大代表。